# Misumenops temihana
Misumenops temihana es una especie de araña cangrejo del género Misumenops, familia Thomisidae. Fue descrita científicamente por Garb en 2007.

## Distribución
Esta especie se encuentra en Polinesia Francesa.